# Sava Hilandarac

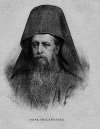
Porträt von Sáva Chilandarec (etwa 1918)

Sava Hilandarac (tschechisch Sáva Chilandarec, weltlicher Name Slavibor Breuer, tschechisch: Slavibor Breüer), (* 8. Juli 1837 in Kutná Hora; † 14. Januar 1912 in Hilandar) war ein tschechischer orthodoxer Mönch, der im Kloster Hilandar auf dem Athosberg in Griechenland lebte.

## Leben
Slavibor Jonathan Jeremiah Christopher Breuer wurde einer wohlhabenden Unternehmerfamilie in der böhmischen Stadt Kutná Hora  geboren. Er wurde römisch-katholisch erzogen und genoss dabei eine Bildung in drei Sprachen (Tschechisch, Deutsch und Latein). In seiner Jugend widmete er sich dem Ordnen des Stadtarchivs und der Stadtbibliothek von Kutná Hora, hielt sich aber nicht lange in seiner Heimatstadt auf. Nachdem er Böhmen und Mähren durchquert hatte, ging er weiter durch Europa. Im Jahre 1878 kamen er und seine drei Adoptivsöhne nach Leskovac in Serbien. Eine schwere Krankheit zwang ihn, seinen Lebensstil zu überdenken. In Leskovac machte er die Bekanntschaft praktisch aller prominenter Menschen der Stadt, lernt die serbische Sprache und macht sich mit der serbischen Literatur bekannt. Dort erfährt er auch zum ersten Mal in seinem Leben von dem Kloster Hilandar. Nachdem er einige Bücher gelesen und mehrere Geschichten über den Heiligen Berg in Griechenland gehört hat, entschließt er sich, dorthin zu gehen und dort zu bleiben. Um aber in einem orthodoxen Kloster leben zu können, musste er seine Konfession wechseln. Dank seiner Freundschaft mit einem Archimandriten aus Niš, Vasilije, kommt er im Jahr 1881 zum orthodoxen Christentum und geht dann im selben Jahr mit seinen drei Söhnen zum Hilandar.

## Sava im Kloster Hilandar
In Hilandar wurde er jedoch zuerst enttäuscht. Zu jener Zeit waren die meisten Mönche in Hilandar bulgarisch orientiert und zögerten deshalb Personen aus Serbien ins Kloster aufzunehmen. Slavibor blieb aber hartnäckig. Trotz einer Vielzahl von Erniedrigungen und Beleidigungen erhielt er nach mehr als einem Jahr als Novize den Status eines Mönchs und den Mönchsnamen Sava. Nach vielen Jahren anderer Tätigkeiten wurde er 1894 zum Bibliothekar des Klosters ernannt.
Die Bibliothek war wohl in einem unbeschreiblich schlechten Zustand. Sava kaufte Instrumente für die Buchbinderei und ging dieser Profession, die er einst in Tschechien lernte nach und katalogisierte dabei den gesamten Buchbestand. Nach dieser mühevollen Arbeit bekam er erst wieder nach einer noch größeren Bemühung die Erlaubnis, auch das Archiv des Klosters zu ordnen. Als der serbische König Aleksandar Obrenović im Jahre 1896 Hilandar besuchte, war er von der Bibliothek beeindruckt. Diese hatte Sava nach nur zwei Jahren in eine der ordentlichsten Büchereien des Athos verwandelt. Bei dieser Gelegenheit verlieh ihm König Aleksandar den Orden des heiligen Sava. Dies motivierte den Mönch Sava nur noch mehr den Zustand der Bücher des Klosters, die einen der größten Kulturschätze der Serben darstellten, zu verbessern. Viel Zeit und Mühe investierte Sava darin, einen Katalog alles kyrillischen Handschriften des Hilandar-Klosters zusammenzustellen. Dies machte er auch sehr ordentlich, denn fast zwei Jahrzehnte lang arbeitete er insgesamt in der Bibliothek und im Archiv des Klosters. Dies war die erste Katalogisierung aller Manuskripte, aller alten Bücher und aller Schätze des Archivs des Hilandar-Klosters.

## Savas Manuskripte
Der von Sava erstellte "Kleine Katalog" erschien 1897 in Prag. Zehn Jahre später bot er einen deutlich erweiterten Katalog der serbischen Königlichen Akademie an, dieser wurde aus unbekannten Gründen nicht veröffentlicht. Erst im Jahre 1997, nach einem wiedererstarkten Interesse an dem böhmisch-serbischen Mönch, veröffentlichte die Nationalbibliothek Serbiens (in der sich heute Savas Katalog befindet) seine Arbeit mit dem Titel „Die Geschichte des Hilandar Klosters: eine Erinnerung an die 700 Jahrfeier der Gründung“. Von der Entstehung bis zum Ende des 19. Jahrhunderts beschreibt Sava in seiner Geschichte alle wichtigsten Ereignisse und Persönlichkeiten die mit dem Kloster Hilandar zu tun hatten. Mit dieser Veröffentlichung hat sich die Nationalbibliothek Serbiens, und durch sie auch das serbische Volk, bei dem Mann bedankt, der fast sein ganzes Leben der Erhaltung und Popularisierung des serbischen Kulturerbes gewidmet hatte.
Slavibor Breüer, bzw. der Mönch Sava Hilandarac, verstarb im Kloster Hilandar am 14. Januar 1912.